# Dolný Harmanec
Dolný Harmanec (em alemão:  Klein Hermans, Unter Hermanetz; em húngaro:  Hermánd) é um município da Eslováquia localizado no distrito de Banská Bystrica, região de Banská Bystrica.

## Demografia
| Ano:        | 1994 | 2004   | 2014    | 2024   |
| ----------- | ---- | ------ | ------- | ------ |
| Broj ljudi: | 187  | 204    | 246     | 264    |
| Razlika:    |      | +9,09% | +20,58% | +7,31% |

| Ano:               | 2023 | 2024   |
| ------------------ | ---- | ------ |
| Número de pessoas: | 269  | 264    |
| Diferença:         |      | -1,85% |